# Cryptochironomus digitatus
Cryptochironomus digitatus är en tvåvingeart som beskrevs av Malloch 1915. Cryptochironomus digitatus ingår i släktet Cryptochironomus och familjen fjädermyggor. Inga underarter finns listade i Catalogue of Life.